# Adolfo Morandini Neto
Adolfo Morandini Neto, ou apenas Morandini (São Paulo, 1963) é designer, ilustrador e artista gráfico brasileiro. Tem trabalhos realizados em diversas áreas e diversos países do mundo. Foi vencedor de uma categoria do Korea Post, concurso de arte em selos. É artista catalogado e tem trabalhos no acervo permanente do Museu de Artes Gráficas (MAG) do Brasil.
Foi artista convidado em três edições da CowParade, maior exposição de arte pública do mundo (São Paulo 2005, São Paulo 2010 e Santa Catarina 2011). Seu primeiro trabalho foi batizado de Muuuwatch. Teve o patrocínio da Swatch e foi vendido em leilão beneficente pelo equivalente a doze mil dólares. O segundo foi o Sampa Sem Parar e o mais recente, o Santa Praia.
Participou, também, da primeira Rino Mania - exposição de esculturas de rinocerontes de fibra de vidro similar à Cowparade - realizada na América do Sul, em 2011, patrocinado pela empresa Duratex.
Morandini também foi convidado para realizar o programa de identidade visual para o Pólo Turístico Caminhos do Mar, um imenso parque ecológico na Serra do Mar entre São Paulo e Santos que é uma área de proteção ambiental.
Em 2009 e 2011 ficou em primeiro lugar na votação aberta do Medal Design Competition, concurso de design promovido pelo Comitê Olímpico Internacional.
Seu trabalho é fortemente inspirado na Pop Art.